# 约翰·麦克吉汉
约翰·汉纳·麦克吉汉（英語：John E. McGeehan，1880年11月17日—1968年5月7日），是美国布朗克斯检察官、紐約州最高法院法官，伯特兰·罗素案的主审法官。